# Jordan Wolfson
Jordan Wolfson (* 1980 in New York City, USA) ist ein US-amerikanischer Künstler, der in New York City und in Los Angeles in Kalifornien lebt und arbeitet. International bekannt wurde er Anfang der 2010er-Jahre mit multimedialen, oftmals provokativen Werken, in denen er die gesellschaftlichen Auswirkungen der Digitalisierung auf das Erleben von u. a. Gewalt und Erotik untersucht.

## Leben
Wolfson studierte Bildhauerei an der Rhode Island School of Design in Providence, Rhode Island, USA, zeitweise zusammen mit Ryan Trecartin und Dan Colen. 2003 schloss er sein Studium mit einem Bachelor of Fine Arts ab. Bereits zu dieser Zeit machte er mit Computeranimationen, Film- und Videoarbeiten auf sich aufmerksam.
Wolfson thematisiert in seiner künstlerischen Arbeit die visuellen Produkte der amerikanischen Konsum- und Popkultur. Er versucht, ausgehend von seiner eigenen Wahrnehmung, eine direkte körperliche, oftmals verstörende Erfahrung des Besuchers im Ausstellungsraum zu provozieren. Dafür nutzt er ganz unterschiedliche Medien und neue, immersive Technologien wie etwa digitale Malerei, Video, Computeranimationen, Virtual Reality und animatronische Skulpturen.
Für die oftmals aufwändige, kostspielige Produktion seiner neueren Werke untersteht ihm ein ganzes Team von wechselnden Mitarbeitern, etwa aus den Special-Effect-Studios in Hollywood.

## Einzelausstellungen (Auswahl)
- 2002: Jordan Wolfson: Radar, Galleri Brändström & Stene, Stockholm
- 2004: Jordan Wolfson, Kunsthalle Zürich, Zürich.
- 2007: Jordan Wolfson: Optical Sound, Galleria d’Arte Moderna e Contemporanea di Bergamo, Bergamo, Italien.
- 2008: Jordan Wolfsonn: untitled false document, Swiss Institute / Contemporary Art New York, New Era Building (New York City).
- 2011: Jordan Wolfson, Schmela Haus, Kunstsammlung Nordrhein-Westfalen, Düsseldorf.
- 2012: Jordan Wolfson: Raspberry Poser, REDCAT, Los Angeles, Kalifornien, USA.
- 2012: Jordan Wolfson: Con Leche, Kunsthalle Wien.
- 2012: Jordan Wolfson: Con Leche, Nassauischer Kunstverein, Wiesbaden.[6]
- 2013: Jordan Wolfson: Raspberry Poser, Chisenhale Gallery, London.
- 2013: Jordan Wolfson: Ecce Homo, Stedelijk Museum voor Actuele Kunst, Gent.
- 2016: Jordan Wolfson. Part 1: MANIC/LOVE and Part II: TRUTH/LOVE, Stedelijk Museum, Amsterdam
- 2018: Jordan Wolfson, Schinkel Pavillon (Berlin-Mitte).
- 2022: Jordan Wolfson, Kunsthaus Bregenz, Bregenz[7]